# Pietro Del Buono
Pietro Del Buono (Bientina, 12 settembre 1911 – Pisa, 30 luglio 2001) è stato un calciatore italiano, di ruolo terzino sinistro.

## Carriera
Giocò per quattro stagioni con il Livorno in Serie A.